# スルファジアジン銀
スルファジアジン銀（Sulfadiazine silver, Silver sulfadiazine: 略:SSD)は、部分層、また全層の熱傷（やけど）の感染予防に用いる局所抗生物質である。日本ではゲーベンクリーム、英語圏ではSilvadeneで知られる。他の創傷被覆材のほうが効果的であるという暫定的なエビデンスがあるため、一般には使用は推奨されない。
副作用としては、一般に使用部位への痒みや痛みがみられる。その他、白血球の減少、アレルギー反応、銀皮症、溶血、肝炎がみられることもある。サルファ薬であるため、アレルギーに注意が必要である。周産期の妊婦には使用できない。2か月未満の乳児には推奨されない。また、日本では疼痛を生じることから軽症の熱傷に対して禁忌とされている。
スルファジアジン銀は、1960年代に発見された。日本では1982年に発売され、世界保健機関の必須医薬品一覧にも掲載されている。

## 医療用途
感染創傷に対して、銀含有創傷被覆材および銀クリームを使用するためのエビデンスは不十分である。
表層および部分層熱傷の治療において、他の創傷被覆材の方が効果的であるという暫定的なエビデンスがあり、使用は一般には推奨されない。。2010年のコクランによるシステマティックレビューでは、「銀含有被覆材や外用薬が創傷感染の治癒を促したり、予防するかについて証拠は不十分である」とされた。また、2013年のコクランのレビューでは、見出された研究のうちレビューの基準に合致したものの多くに手法の不備があり、熱傷治癒におけるスルファジアジン銀の有効性評価にはほとんど役に立たなかった。ほかのレビューでも、研究の質が十分でないと結論されている。
コクランは、SSDを用いることで創傷治癒が遅れる恐れがあると指摘している。クリーム自体は角化細胞の再生に対する毒性作用があるとみなされている。また、創傷表面を脱落させるため傷の深さの再評価が困難になることや、毎日塗布しなければならないことにも懸念を示している。創傷表面の外観を変えてしまうことと頻繁に塗り直す必要があることから、スルファジアジン銀はほとんどの熱傷に推奨されない。

## 副作用
処置時に疼痛がみられる。このため、日本では軽症の熱傷には禁忌とされている。耐性菌を生じることもある。
広範囲の熱傷では、白血球の減少が生じることがある。また、銀イオンを含むので、紫外線に曝露すると銀皮症を生じることがある。重度または広範囲の熱傷に対して長期に渡って連用すると腎臓、肝臓、網膜に銀が蓄積して全身性銀皮症を生じる場合があり、 間質性腎炎や貧血を引き起こすことがある。

## 薬物動態
溶解度が低いため、傷のない皮膚から吸収されることはほとんどない。しかし、体液に触れるとスルファジアジンが遊離して体内に吸収される。吸収されたスルファジアジンは肝臓でグルクロン酸抱合を受けるほか、尿中にそのまま排泄される。ただし、体内への吸収が問題になるのは、特に広範囲の2度や3度の熱傷などに対して用いた場合に限られる。